# Kajerkan
Kajerkan (russisch Кайеркан) ist eine ehemals selbständige Stadt, heutiger Stadtbezirk von Norilsk im Norden der Region Krasnojarsk (Russland) mit 22.338 Einwohnern (Stand 14. Oktober 2010).
Der Ort liegt etwa 30 km westlich des Zentrums von Norilsk, mit dem es über eine Straße verbunden ist, südlich des Pjassinosees und etwa 1560 Kilometer nördlich von Krasnojarsk, dem Hauptort der Region.

## Geschichte
Die Entstehung Kajerkans ist mit der Entdeckung der Kohlevorkommen und anderer Bodenschätze verbunden. Im Jahre 1940 begann man mit dem Schürfen, im 1943 wurde die erste Grube eröffnet und Kajerkan gegründet; im Jahre 1945 begann die Kohleförderung. Im Jahre 1947 begann die Eisenbahnstrecke nach Norilsk ihren Betrieb. Zum Aufbau der Stadt dienten die Häftlinge der nahegelegenen Arbeitslager. Diese wurden ab 1956 aufgelöst und es kamen vermehrt freiwillige Arbeitskräfte nach Kajerkan, was auch die Versorgung des Ortes mit öffentlichen Dienstleistungen mit sich brachte. Im Jahre 1957 erhielt Kajerkan den Status einer Siedlung städtischen Typs und wurde 1982 zur Stadt ernannt. 2004 wurde es, wie auch Talnach, nach Norilsk eingemeindet.

## Bevölkerungsentwicklung
| Jahr | Einwohner |
| ---- | --------- |
| 1959 | 5.167     |
| 1970 | 4.748     |
| 1979 | 18.013    |
| 1989 | 27.881    |
| 2002 | 27.116    |
| 2010 | 22.338    |

Anmerkung: Volkszählungsdaten

## Klima
Das Klima um Kajerkan ist kontinental trocken mit warmen feuchten Sommern (drei Monate) und langen rauen Wintern (neun Monate).
- Durchschnittstemperatur im Juli 14–16 °C. Niederschlag im Juli 44 mm.
- Durchschnittstemperatur im Januar −22 °C. Niederschlag im Januar 12 mm.

## Wirtschaft und Infrastruktur
Neben dem Abbau von Steinkohle im Tagebau ist Kajerkan ein wichtiger Standort der Metallurgie. Das Nadjeschdinsker metallurgische Werk verarbeitet die Steinkohle und die Erze aus der Umgebung.
Kajerkan ist Standort mehrerer Schulen und von medizinischer Infrastruktur. Das in Kajerkan angesiedelte wissenschaftliche Forschungslaboratorium für Buntmetalle nimmt eine führende Stellung in der Metallurgie Russlands sein.
Kajerkan liegt an der Eisenbahnstrecke Dudinka-Norilsk und ist Knotenpunkt mehrerer Fernstraßen. Der Flughafen Norilsk liegt wenige Kilometer westlich des Ortes.